# Gordon Fraser
Gordon ("Gord") Fraser (Ottawa, 19 november 1968) is een voormalig Canadees wielrenner.

## Carrière
Hij werd in 1994 prof bij Motorola, waar hij 3 seizoenen reed. Daarna reed hij één jaar voor de kleine Franse ploeg Mutuelle de Seine-et-Marne om vervolgens terug te keren in Amerikaanse dienst bij de Mercury-formatie en als laatste bij Health Net-Maxxis. Eind 2006 stopte hij met wielrennen na meer dan 200 overwinningen te hebben geboekt. Het grootste deel daarvan waren minder bekende koersen in de Verenigde Staten en Canada. Hij was tevens actief als mountainbiker en won onder meer enkele etappes in de Sea Otter Classic.

## Belangrijkste overwinningen
1994
Parijs-Troyes
Parijs-Chauny
2e en 5e etappe Ronde van Vaucluse
4e etappe Ronde van Normandië
1997
4e etappe Midi-Libre
1998
1e en 4e etappe Redlands Bicycle Classic
1e etappe Ronde van Beauce
2e etappe Ronde van Asturië
1999
2e en 7e etappe International Cycling Classic
5e etappe Ronde van Beauce
3e en 5e etappe Redlands Bicycle Classic
 Tijdrit op de Pan-Amerikaanse Spelen
 Pan-Amerikaans kampioenschap tijdrijden, Elite
2000
1e etappe Internationaal Wegcriterium
GP Rennes
2001
5e etappe Ronde van Beauce
1e etappe Ronde van Langkawi
2e etappe Redlands Bicycle Classic
2002
First Union Classic
6e etappe deel B Ronde van Beauce
2003
3e etappe Tour de Beauce
2e, 3e en 4e etappe Pomona Valley Stage Race
1e etappe Redlands Bicycle Classic
1e en 3e etappe Ronde van de Gila
2004
 Canadees kampioen op de weg, Elite
1e en 7e etappe Ronde van Georgia
4e etappe Cascade Cycling Classic
2005
Wachovia Classic
6e etappe Ronde van Georgia
2e etappe San Dimas Stage Race
1e etappe Cascade Cycling Classic
2006
1e, 2e en 4e etappe Joe Martin Stage Race
Eindklassement Joe Martin Stage Race
3e etappe Ronde van de Gila

## Resultaten in voornaamste wedstrijden
| Jaar | Ronde van Italië | Ronde van Frankrijk | Ronde van Spanje |
| ---- | ---------------- | ------------------- | ---------------- |
| 1995 |                  |                     |                  |
| 1996 |                  |                     |                  |
| 1997 |                  | buiten tijd         |                  |

| Jaar | Gent-Wevelgem | Parijs-Roubaix |
| ---- | ------------- | -------------- |
| 1995 |               | 78e            |
| 1996 | 85e           |                |
| 1997 |               |                |

Alcalá · Alvis · Anderson · Andreu · Armstrong  · Bauer · Dernies · Fraser · Hampsten · Hincapie · Hundertmarck · Larsen · Mejía · Ozers · Rampollo · Schur · Smith · Stenersen · Swart · Yates · Moerenhout (stagiair) · van Heeswijk (stagiair)
Andreu · Armstrong · Bauer · Casartelli  (tot 18/07) · Dernies · Fraser · Hincapie · Julich · Livingston · Mejía · Merckx · Ozers · Peron · Stenersen · Swart · van Heeswijk · Veenstra · Weltz · Yates · Zamana
Andreu · Armstrong · Fraser · Hincapie · Julich · Livingston · Madouas · Merckx · Montoya · Ozers · Peron · Randolph · Sciandri · Thibout · van Heeswijk · Vanzella · Yates
Anand ·
Bishop ·
Clinger ·
Dean ·
Fraser ·
Knickman ·
Peters ·
Rogers ·
Sayers ·
Walters ·
Willett
Bouchard-Hall ·
Clinger ·
Fraser ·
Knickman ·
Landis ·
Lechuga ·
Moninger ·
Peters ·
Rogers ·
Sayers ·
Valenzuela ·
Willett ·
Zárate ·
Soler (stagiair) ·
Spinelli (stagiair)
Bouchard-Hall ·
Bratkowski ·
Cooke ·
Drew ·
Fraser ·
Frischkorn ·
Horner ·
Knickman ·
Landis ·
Moninger ·
Peters ·
Pic ·
Rogers ·
Sayers ·
Swiggers ·
Vogels ·
Willett ·
Zajicek ·
Zampieri ·
Zárate ·
Davis (stagiair) 
Axelsson (tot 01/09) ·
van Bon ·
Bouchard-Hall ·
Chotard (tot 15/09) ·
Cooke ·
Drew ·
Fraser ·
Frischkorn ·
Guidi ·
Horner (tot 15/09) ·
Koerts ·
Landis ·
McRae (tot 31/08) ·
Moninger ·
Peters ·
Pic ·
Sayers ·
Scanlon ·
Stojanov ·
Teterioek ·
Tonkov ·
Van Bondt ·
Van Petegem (tot 12/09) ·
Vansevenant ·
Vogels ·
Wayne ·
Wherry ·
Zajicek ·
Lechuga (stagiair) ·
Tuft (stagiair) ·
Wilson (stagiair) 
Bouchard-Hall (tot 09/06)·
Danielson ·
Flynn ·
Fraser ·
Houck ·
Ibarra ·
Jankowiak ·
B. Jones ·
T. Jones ·
Lechuga (tot 31/03) ·
Miller ·
Moninger (tot 10/08) ·
Sayers ·
Sbeih ·
Stojanov ·
Swiggers ·
Vogels ·
Wherry ·
Wren ·
Zajicek ·
Zárate